# Kempten
Kempten (ufficialmente Kempten (Allgäu); in dialetto svevo Kempte im Allgai) è una città extracircondariale di 70 713 abitanti nel distretto governativo bavarese di Svevia, in Germania.
È una delle più antiche città della Germania, chiamata dai romani Cambodunum, italiano obsoleto Campidonia, fu capitale della provincia romana della Raetia prima di Augusta, conserva reperti romani, un'area sacra e delle terme. Situata nella regione turistica dell'Algovia (in tedesco Allgäu), è un centro culturale, amministrativo e commerciale. In particolare è un centro di produzione del latte.
Kempten è situata alle rive del fiume Iller, a 50 km dal lago di Costanza, a 100 da Monaco di Baviera e da Augusta, il capoluogo svevo. Dal 1852 la città è collegata alla ferrovia.

## Storia
Centro celtico e romano, è ricordata da Strabone già nel 50 a.C. 
Nel 15 a.C., le truppe romane guidate da Nerone Claudio Druso e da suo fratello Tiberio conquistarono e distrussero una colonia celtica già esistente. La colonia prese poi il nome di Cambodunum. Negli anni successivi, la città fu ricostruita secondo l'impianto classico romano, con terme, foro e templi. Inizialmente costruita in legno, la città fu poi ricostruita in pietra dopo che un incendio devastante distrusse la maggior parte della città nel 69 d.C.. Gli ampi scavi archeologici effettuati alla fine del XIX secolo e negli anni Cinquanta in quella che allora era la periferia di Kempten hanno portato alla luce le ampie fondamenta strutturali.
Sotto gli Alemanni ed i Franchi il suo centro fu spostato dalla collina alle rive del fiume Iller. Verso il 747 alcuni monaci di San Gallo vi fondarono una famosa abbazia. Con le distruzioni degli Ungari la cittadina fu ricostruita insieme al monastero nel 941.
L'imperatore Federico II nel 1213 dichiarò gli abati principi dell'impero, acquistando successivamente diritto di voto al Reichstag. Tuttavia, nel 1289, per concessione di Rodolfo d'Asburgo il centro divenne città libera dell'Impero, con autonomia rispetto ai suoi principi-abati. Ma è solo nel 1525 che i cittadini riuscirono a riscattare la libertà ed i diritti sovrani dalla vicina abbazia con il cosiddetto "Grande acquisto" che segnò la coesistenza di due entità politiche distinte (principato abbaziale e città imperiale).
Alcuni momenti di tensione si ebbero nel 1527, quando i cittadini, abbracciata la fede luterana, ebbero interessi e politica opposta a quella dei principi-abati rimasti cattolici. La città tuttavia riconobbe pari diritti alle due fedi religiose divenendo una delle cosiddette "Città imperiali paritarie". Trovandosi su un tratto navigabile dell'Iller i suoi commerci furono fiorenti con la Germania e l'Italia, esportando tele, pellicce e lana. Mediatizzata nel 1802, fu annessa con il principato ecclesiastico dalla Baviera.
Gli abati del monastero benedettino ebbero nel 1213 il titolo di principi e duchi dell'impero, acquistando però l'ufficialità di tale posizione nel 1360 come secondo prevostato abbaziale dell'impero dopo Fulda e dal 1524 con diritto di voto al Reichstag nel Banco dei Prelati svevi.
Parzialmente danneggiata durante la guerra dei trent'anni, su iniziativa del duca abate Roman Giel von Gielsberg, furono ricostruite la chiesa parrocchiale, la chiesa claustrale e la residenza degli abati. Dal 1714 fu favorito lo sviluppo del nuovo borgo cattolico intorno all'abbazia (Neustadt), in antagonismo con la città imperiale. Nel 1801 aveva ancora diritto di voto nel Reichstag ma nel 1803 è secolarizzato e annesso alla Baviera che nel 1818 riunisce amministrativamente le due cittadine.

## Monumenti e luoghi d'interesse
- Abbazia di Kempten, antica abbazia imperiale, sciolta nel 1803 a seguito della secolarizzazione dei beni ecclesiastici in Baviera, comprendente la 
  - Basilica di San Lorenzo, ex chiesa abbaziale, oggi chiesa parrocchiale
  - Orangerie
- St.-Mang-Brunnen, fontana dedicata a San Magno, del 1903, in stile floreale
- Chiesa evangelica di San Magno
- Parco archeologico Cambodunum, area di scavi parzialmente ricostruiti

## Amministrazione

### Gemellaggi
- Quiberon, dal 1972
- Trento, dal 1987
- Sopron, dal 1987
- Sligo, dal 1990
- Bad Dürkheim, dal 2001

## Curiosità
Nel periodo della caccia alle streghe in Germania, Kempten nel 1775 fu la città che ne ospitò l'ultimo processo, con la condanna per stregoneria di Anna Maria Schwegelin.

## Galleria d'immagini

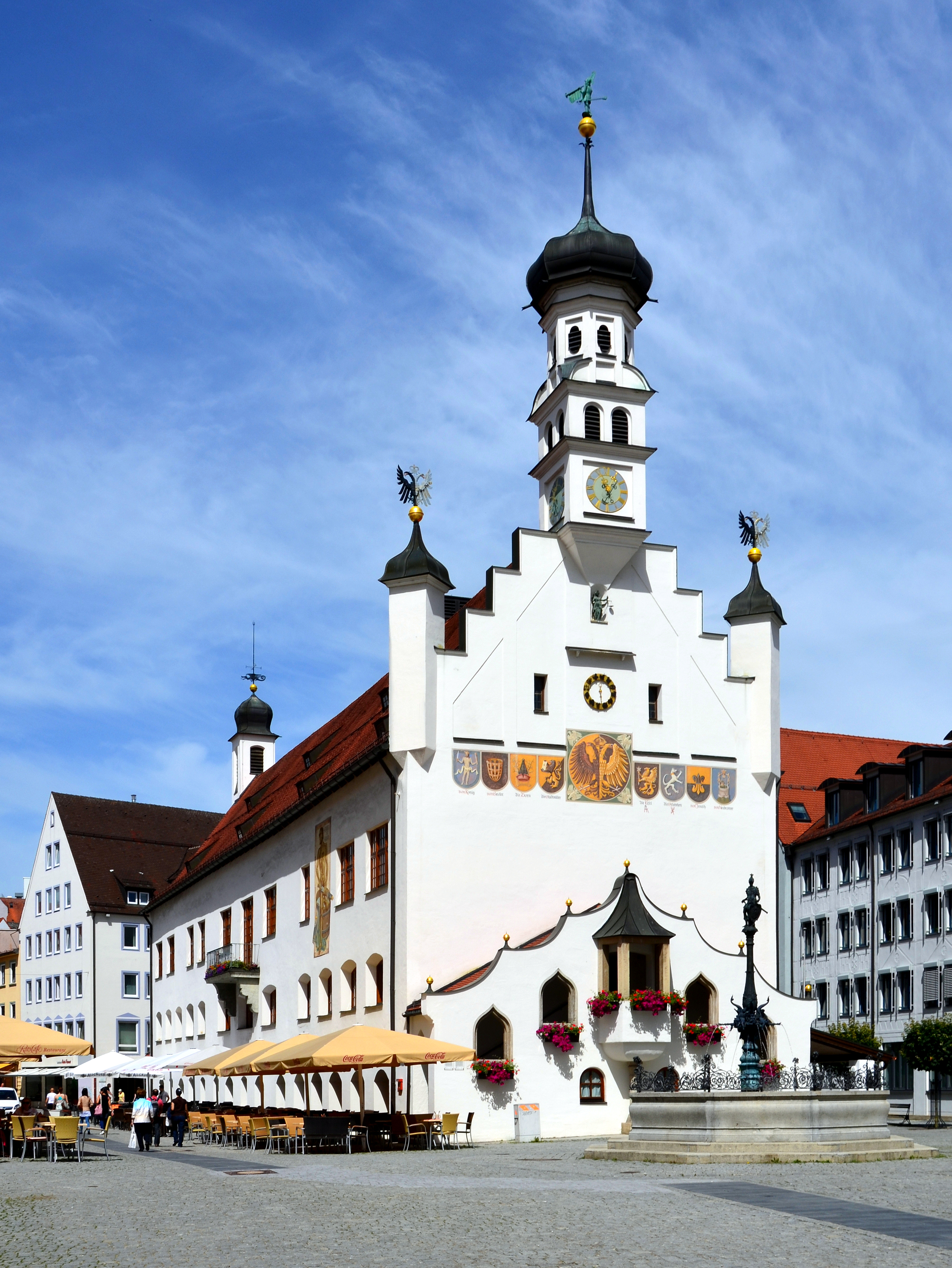
Il municipio
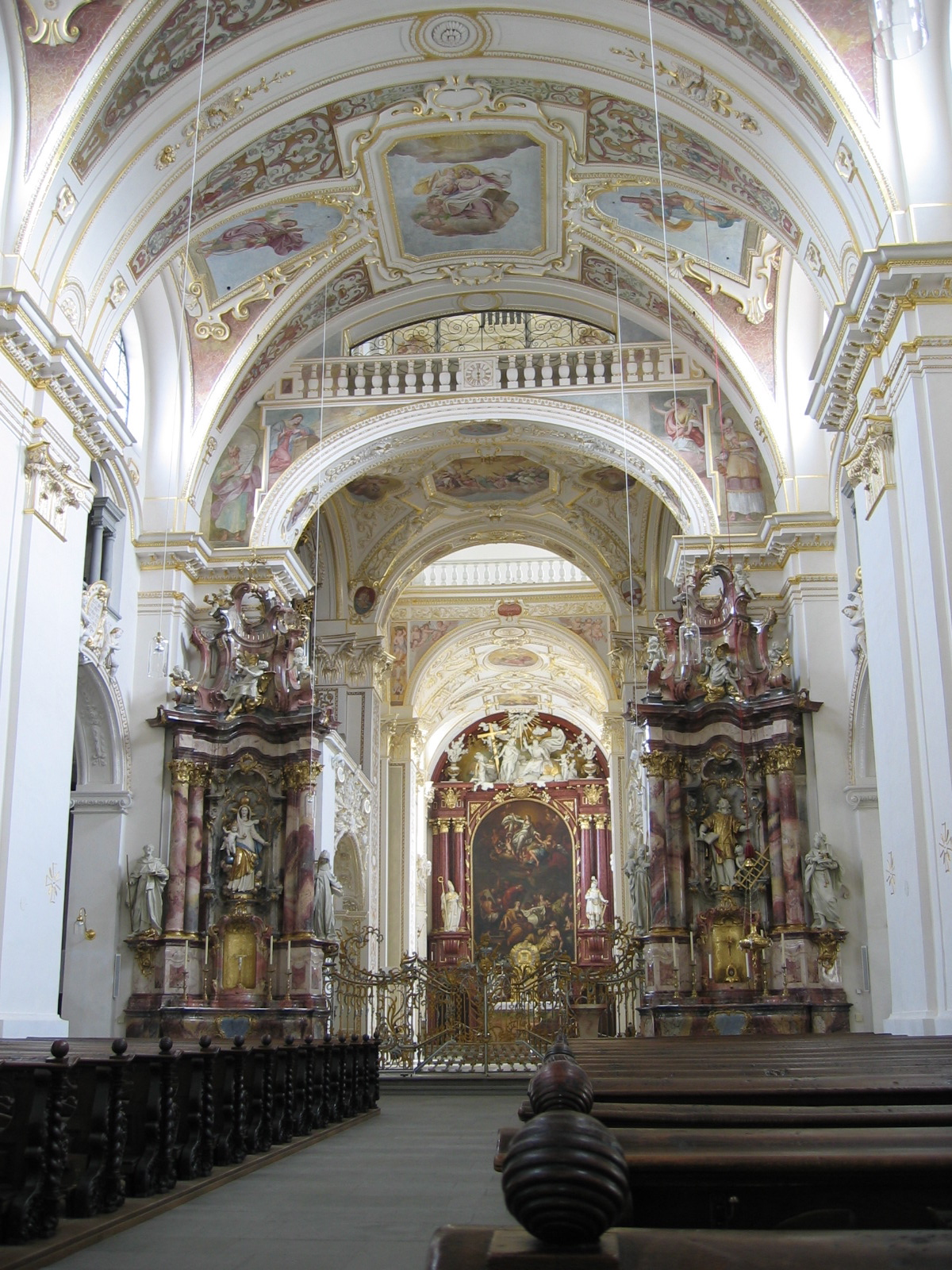
Interno della Basilica di San Lorenzo
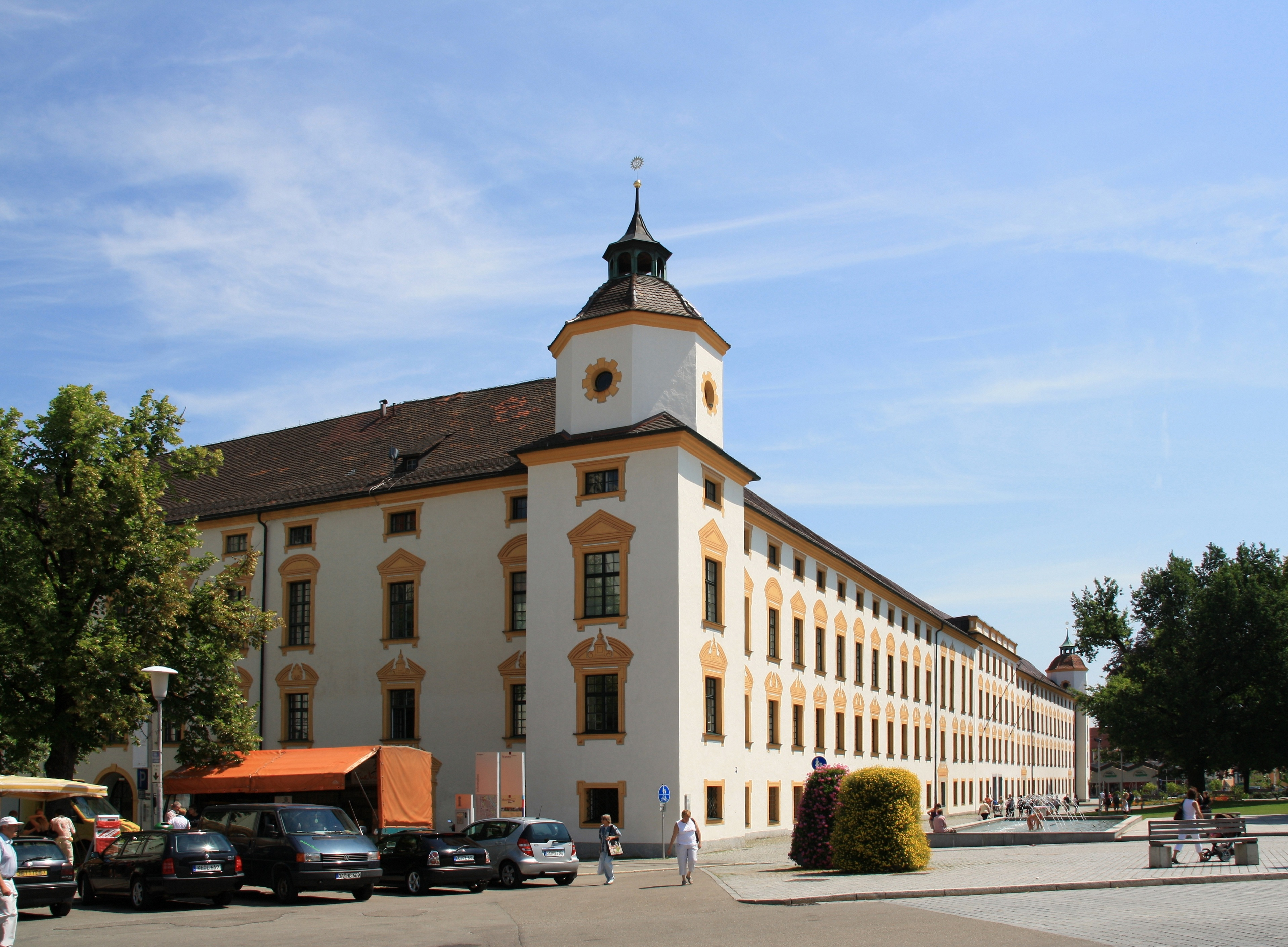
Residenza